# Joseph Walker Wear
Joseph Walker Wear (n. 27 noiembrie 1876, Saint Louis, Missouri, SUA – d. 4 iunie 1941, Pennsylvania, SUA) a fost un jucător de tenis american, medaliat olimpic. A participat la o ediție a Jocurilor Olimpice (1904) în care a câștigat o medalie de bronz.

## Participări
Lista de mai jos prezintă principalele competiții la care a participat Joseph Walker Wear de-a lungul carierei.
- tennis at the 1904 Summer Olympics – men's doubles[*]